# Åke Hasselgård Story
Åke Hasselgård Story är en svensk dokumentärfilm från 1983 om och med den svenska jazzmusikern Åke Hasselgård. 
Filmen regisserades och producerades av Jonas Sima. Utöver de dokumentära inslagen innehåller filmen även spelfilmsscener. Den var tillgänglig på SVT Play fram till 2024.

### Fotnoter
1. ↑  ”Åke Hasselgård Story”. Svensk Filmdatabas. https://www.svenskfilmdatabas.se/sv/Item/?type=film&itemid=16724. Läst 16 maj 2013.
2. ↑  Åke Hasselgård Story på svtplay.se